# Miroslava Kacaniova
Miroslava Kacaniova – słowacka inżynier, dr hab. prof.

## Życiorys
Obroniła pracę doktorską, następnie uzyskała stopień doktora habilitowanego. Została zatrudniona w Katedrze Bioenergetyki i Analizy Żywności na Wydziale Biologicznym i Rolniczym Uniwersytetu Rzeszowskiego.